# Cattedrale della Santa Croce (Boston)
La cattedrale della Santa Croce (in inglese: Cathedral of the Holy Cross) è il principale luogo di culto cattolico di Boston, nel Massachusetts, Stati Uniti.
La chiesa, sede del vescovo di Boston, è stata costruita tra 1866 e 1875, in stile neogotico.